# Dia Mundial del Paludisme
L'Assemblea Mundial de la Salut va decidir commemorar el 25 d'abril Dia Mundial del Paludisme.

## Commemoració
Al maig de 2007, l'Assemblea Mundial de la Salut va decidir commemorar el 25 d'abril Dia Mundial del Paludisme.
| «                                  | Dia Mundial del Paludisme. 25 d'abril de 2017 El Dia Mundial del Paludisme és una ocasió per a destacar la necessitat d'invertir contínuament en la prevenció i el control d'aquesta malaltia i de mantenir un compromís polític.Un impuls a la prevenció Aquest any el tema del Dia Mundial del Paludisme és Acabem amb el paludisme per sempre. El 25 d'abril, l'OMS posa èmfasi en la prevenció, una estratègia fonamental per a reduir els mals causats per una malaltia que segueix matant a més de 400.000 persones a l'any.Des de l'any 2000, la prevenció del paludisme ha tingut un important paper en la reducció del número de casos i de morts, fonamentalment a través de l'expansió de l'ús de mosquiteres tractades amb insecticides i tractant els interiors amb aquests productes. | » |
| — Organització Mundial de la Salut | |   |

## Campanyes anteriors
| Any  | Tema                                                           |
| ---- | -------------------------------------------------------------- |
| 2017 | «Acabem amb el paludisme per sempre»                           |
| 2016 | «Acabem amb el paludisme per sempre»                           |
| 2015 | "Inverteix en el futur. Venç al paludisme".                    |
| 2014 | "Inverteix en el futur. Venç al paludisme".                    |
| 2013 | "Inverteix en el futur. Venç al paludisme".                    |
| 2012 | "Mantenir els Assoliments, Salvar Vides: Invertir en Malària". |
| 2011 | "L'assoliment de progressos i l'impacte".                      |
| 2010 | "Descartem el paludisme".                                      |
| 2009 | "Descartem el paludisme".                                      |
| 2008 | "Malària, una malaltia sense fronteres".                       |